# Paraneurachne
Paraneurachne là một chi thực vật có hoa trong họ Hòa thảo (Poaceae).

## Loài
Chi Paraneurachne gồm các loài: